# ماد اسبوار
ماد اسبوار (بالفرنسية: MedEspoir)‏ هي مؤسسة طبية تأسست في أواخر عام 2008. يتمحور نشاطها حول تنظيم الرحلات الطبية لعامة الناس من أجل تنفيذ عمليات جراحية مختلفة في تونس. تأسست شركة ماد اسبوار من قبل أيمن بوجبل وهو الرئيس والمدير التنفيذي للمؤسسة.
يرتبط إنشاء ماد اسبوار ارتباطًا وثيقًا بتطوير الجراحة التجميلية في جميع أنحاء العالم. على الرغم من أن الشركة استفادت من الطفرة العالمية للجراحة التجميلية في الخارج (خاصة بالنسبة للأوروبيين).

## النشاط
تتخصص الشركة ومركزها الطبي مصحة ماد اسبوار، في تنظيم وتنفيذ الإقامات الطبية فيما يخص الجراحات التجميلية والترميمية مع أقسامها الفرعية: جراحة الوجه، جراحة الجسم، جراحة الصدر وجراحة السمنة. كما تنظم أيضاً رحلات استشفائية تهتم بعلاج الأسنان (زراعة الأسنان، غرسات الأسنان وتقويم الاسنان)، جراحة العيون (زرع العدسات الإصطناعية) والجراحة العامة. ومن ضمن التخصصات المختلفة للجراحة العامة: جراحة العظام والأورام وأمراض الكلى، وما إلى ذلك. و في هذا المجال الأخير، تبرز ماد اسبوار كخيار للمرضى في المغرب العربي وأفريقيا جنوب الصحراء.

## تطور الشركة
في السنوات الأخيرة، قامت شركة ماد اسبوار بتوسيع نطاق خدماتها واضافت إلى تونس وجهات جديدة للسياحة الصحية من خلال الاستقرار في تركيا ومصر.

## وسائل الإعلام
كانت ماد اسبوار ونشاطها موضوعًا لتقارير عديدة عن وسائل الإعلام من دول مختلفة، قدمت للمشاهدين نظرة عامة من خلال برامج على قنوات إم 6، فرنسا 3، أن أر جي، تي أف 1 على رعاية المرضى. استكشفت هذه التقارير دوافع المرضى وأظهرت بالتفصيل مراحل الإقامة الطبية في بلد الوصول، تونس أو تركيا. كما أشارت وسائل الإعلام، ولا سيما الفرنسية.

## روابط خارجية
- الموقع الرسمي